# Бжеский, Роман Стефанович

Роман Бжеский

Роман Стефанович Бжеский (укр. Роман Степанович Бжеський; 5 апреля 1894, Нежин Черниговской губернии — 4 апреля 1982, Детройт, США) — американский историк украинского происхождения, исследователь истории Украины, литератор и публицист.

## Биография
Родился в семье польского инженера. Окончил Черниговскую гимназию с военной специализацией в чине старшего унтер-офицера.
Работал чиновником общего департамента генерального секретариата Министерства внутренних дел УНР (1917 — январь 1918), затем — Министерства иностранных дел в правительствах Центральной Рады и Украинской державы Гетмана Скоропадского.
Принимал участие в вооруженной борьбе против большевиков.
Весной 1918 года ездил в Москву в качестве уполномоченного правительства Украины на дипломатические переговоры с Г. Чичериным и Л. Караханом. Активный член Украинской демократическо-хлеборобской партии, сотрудничал с Д. Донцовым и Н. Михновским.
После поражения в гражданской войне, был арестован, бежал на Волынь, где стал активным участником украинского националистического антисоветского и антипольского подпольного движения. Несколько раз нелегально переходил границу Советской Украины, арестовывался. По его собственным словам, с 1917 до 1939 года был 17 раз арестован, получил несколько смертных приговоров.
Задерживался и в Польше. В 1934 стал одним из первых узников польского концлагеря в Березе- Картузской. В 1939 после присоединения Западной Украины к СССР — бежал в Краков.
С 1943 года — в эмиграции в Праге, в 1945—1950 — в Германии, в 1950—1982 — в США, жил и работал в Детройте.

## Научная деятельность
Занимался, главным образом, исследованием истории украинской революции 1917—1920 годов и казацко-гетманской эпохи.
Автор более 120 трудов, публицистических заметок и эссе, мемуаров.

## Избранные труды
- Згадки з минулого (1916—1921) // Літ.-наук.вісник. — Львів, 1924. — № 7,9; —1925. — № 6, 10-11; — 1927. — № 11.
- Кілька уваг з приводу чужих схем сходу Європи (на протязі VI—XV ст.) в нашій історіографії // Літ.-наук.вісник. — Львів, 1926. — № 6;
- Біла книга. Національна і соціяльна політика совітів на службі московського імперіялізму. (на основі автентичних урядових совєтських даних. — Прага, 1943. — 220 с. (перевидано: Київ, Українська видавнича спілка ім. Ю. Липи, 2008. — 216 с. ISBN 978-966-1513-04-3)
- Політичні ідеї «ваплітян» і українська політична думка. — Мюнхен, 1948. — 114 с.
- Трагедія Хвильового — трагедія нашого покоління. — Детройт, 1952. — 80 с.
- Історія українського народу. (Нариси з політичної історії). — Мюнхен, 1953. — 1643 с.
- Переяславська умова в планах Б.Хмельницького та «переяславська легенда». — Торонто, 1954. — 32 с.
- Правда про московську національну політику на Україні та за її межами. — Детройт, 1959. — 131 с.
- Нариси з стародавньої та давньої історії українського народу. — Мюнхен, 1964. — 643 с.
- Нариси з історії Українських визвольних змагань 1917—1922 рр. (Про що історія мовчить): У 3-х кн. — Детройт, 1966—1967.
- Апостол української національної революції. — Мюнхен, 1969. — 394 с.
- Гетьман Мазепа у світлі фактів і дзеркалі «історій». — Торонто, 1976. — 376 с.
- Що нам дав Хвильовий? — Торонто, 1979. — 266 с.
- Голод на Україні і «таємнича рука». — Торонто, 1982. — 308 с.